# مردم‌شناسی پسانوگرایی
انسان‌شناسی نظریه پسانوگرایی (به انگلیسی: Postmodernist anthropology) در دهه ۱۹۶۰ همراه با جنبش ادبی پسانوگرا به‌طور کلی سرچشمه گرفت. انسان‌شناسانی که در این زمینه تحقیق کار می‌کنند به دنبال تجزیه، تفسیر و نوشتن نقدهای فرهنگی هستند.
یکی از موضوعاتی که توسط انسان‌شناسان پسانوگرایی مورد بحث قرار گرفته است در مورد ذهنیت است. چون قوم‌نگاریها متأثر از منش نویسنده هستند، آیا باید نظرات آنها را علمی دانست؟ کلیفورد گیرتز، که یکی از اعضای بنیان‌گذار انسان‌شناسی پسانوگرا به حساب می‌آید، مدافع این است که «نوشته‌های انسان‌شناختی خود تفسیر هستند، و دومین و سومین تفسیر هستند» در قرن بیست و یکم، برخی از مردم شناسان از نوعی نظریه موضع استفاده می‌کنند. دیدگاه یک فرد در نوشتن و تفسیر فرهنگی از دیگران با پیشینه و تجربیات خود هدایت می‌شود.
دیگر اصول مهم انسان‌شناسی پسانوگرا عبارتند از:
- تأکید بر گنجاندن نظرات و دیدگاه‌های افراد مورد مطالعه،
- نسبیت‌گرایی فرهنگی به عنوان یک روش تحقیق
- بدبینی نسبت به ادعای علم در تولید دانش عینی و معتبر جهانی[۳]
- رد طرح‌ها یا نظریه‌های بزرگ و جهانی که فرهنگ‌های دیگر را توضیح می‌دهند (بارت ۱۹۹۶).

انتقاد غیرانسان شناسان این بوده است که آیا انسان شناسان ممکن است به نمایندگی از دیگران فرهنگی صحبت کنند یا بنویسند. مارجری ولف بیان می‌کند که «به همان اندازه که انسان‌شناسان جهان سوم تحقیقات خود را به جهان اول محدود کنند، ضایعه بزرگی است.» در قرن بیست و یکم، این پرسش با اشاره به این که همه توصیفات فرهنگی مربوط به دیگران فرهنگی است، حل شده است. تمام نوشته‌های قوم‌نگاری توسط شخصی از یک دیدگاه انجام می‌شود که دربارهٔ دیگرانی که در دیدگاهی متفاوت زندگی می‌کنند، می‌نویسد؛ بنابراین، مفهوم انسان شناسان به عنوان «دلالان فرهنگ» (رجوع کنید به ریچارد کورین) برای توضیح اینکه چرا انسان شناسان هر کشوری در مورد دیگران فرهنگی می‌نویسند، اتخاذ شده است.